# 常志驊
常志骅（1942年7月9日—），福建閩侯人，曾任中華民國海軍總司令部副總司令、海軍中將。

## 经历
武康軍艦少校艦長（三級軍艦）
中邦軍艦中校艦長（二級軍艦）
1982年8月任開陽軍艦上校艦長
1984年1月海軍驅逐第2艦隊司令部上校、少將參謀長。
國防部聯三作戰的助理次長，任內制定漢疆演習
1990年9月海軍總司令部作戰署少將副署長
1993年升為海軍總司令部作戰署少將署長
1994年12月調任國防部總務局少將局長
1995年7月調任海軍艦隊訓練指揮部少將、中將指揮官
1996年1月晉升中將任海軍總司令部中將參謀長
1999年9月5-2002年2月任海軍总司令部中將副總司令
常以海軍副總司令身份出任「海軍白色恐怖案」調查小組組長
李傑內升為參謀總長，海軍總司令人選可望由副參謀總長苗永慶上將調任，而副參謀總長將由海軍副總司令常志驊接任。苗永慶是劉和謙擔任海軍總司令時代的通電處少將處長，而常志驊則是劉和謙出任參謀總長時的總務局少將局長，顯示海軍這一波人事異動，如苗永慶、常志驊、高揚、金豐鄉等人分獲重用，如同「劉氏人馬」班師回朝；加上陳水扁應允劉和謙上將於總統府內增設「顧問辦公室」，表示海軍人事的調整，劉和謙仍有一定程度的影響力。

## 争议
拉法葉軍購案调查过程中，郭力恒供称中华民国海军总部内的青帮成员包括海军副总司令韦齐生、少将史忠义、少将常志骅、上校黄海赋以及上校章顺昶，另外在海军左营基地内也至少有15名校级军官为青帮成员。

## 家族
父親是海軍中將常香圻（1914年—2003年）
叔祖父為海軍少將常朝干